# Heart of Racing Team
The Heart of Racing (anche noto come Heart of Racing Team, o semplicemente Heart of Racing) è una scuderia automobilistica statunitense fondata dal pilota britannico Ian James e da Gabe Newell e Yahn Bernier. Il team dal 2020 ha il supporto ufficiale della Aston Martin.

## Storia
Inizialmente nel 1997, il nome "The Heart of Racing" era usato dal team Seattle per sostenere il Seattle Children's, ospedale della città di Seattle dello stato di Washington. Nel 2014, ex pilota del team Seattle, Ian James insieme a Gabe Newell e Yahn Bernier fondano la scuderia con lo stesso nome partecipando alla IMSA WeatherTech SportsCar. Il team ha corso nella serie americana per tre anni fino al 2016.
Dopo tre anni di pausa, il team torna a competere nel Campionato IMSA WeatherTech SportsCar nella classe GTD portando in pista una Aston Martin Vantage AMR GT3 ottenendo come miglior risultato il secondo posto di classe nella 12 Ore di Sebring. Nel 2021 il team porta una vettura per tutta la stagione e una seconda per le ultime gare della stagione. Il team ottiene tre vittorie di classe, ottiene il terzo posto in classifica e con Roman De Angelis e Ross Gunn vincono la WeatherTech Sprint Cup. 
Nel 2022 il team porta due Aston Martin Vantage AMR GT3, la numero 27 nella classe GTD e la numero 23 nella GTD Pro. La scuderia ottiene il suo primo grande successo con la vettura 27 e Roman De Angelis riuscendo a vincere il campionato nella classe GTD. L'anno seguente rimane nella serie con due vetture ottenendo quattro vittorie e sfiorando il titolo nella classe GTD. 
Sempre nel 2023 il team statunitense ha la possibilità esordire nel Campionato del mondo endurance, la scuderia va a sostituire il team Northwest AMR portando in pista la Aston Martin Vantage AMR numero 98 con Daniel Mancinelli, Alex Riberas e il fondatore Ian James. La scuderia ottiene come miglior risultato il terzo posto nella 8 Ore del Bahrain. L'anno seguente il team prende parte al intera stagione del WEC con la nuova Aston Martin Vantage GT3 Evo, confermando il trio dei piloti. Nella prima gara stagionale l'equipaggio ottiene un ottimo secondo posto nella 1812 km del Qatar.

### Hypercar
Prima della 24 Ore di Le Mans 2024 viene annunciato che per la stagione 2025 il team Heart of Racing Team porterà in pista, la nuova Hypercar dell'Aston Martin. La prima uscita con la Hypercar britannica avviene nel luglio del 2024 sul Circuito di Silverstone.

## Risultati

### 24 Ore di Le Mans
| Anno | Auto                         | Piloti                                   | Classe | Giri | Pos. | Class Pos. |
| ---- | ---------------------------- | ---------------------------------------- | ------ | ---- | ---- | ---------- |
| 2023 | Aston Martin Vantage AMR     | Ian James Alex Riberas Daniel Mancinelli | GTE Am | 310  | 33º  | 6º         |
| 2024 | Aston Martin Vantage GT3 Evo | Ian James Alex Riberas Daniel Mancinelli | LMGT3  | 196  | Rit  | Rit        |

### Campionato del mondo endurance
| Anno | Classe   | Vettura                          | Pilota            | 1       | 2       | 3      | 4       | 5     | 6     | 7     | 8      | PP  | Punti | PC | Punti |
| ---- | -------- | -------------------------------- | ----------------- | ------- | ------- | ------ | ------- | ----- | ----- | ----- | ------ | --- | ----- | -- | ----- |
| 2023 | LMGTE Am | Aston Martin Vantage AMR         | Alex Riberas      | SEB     | POR     | SPA 7  | LMS 6   | MNZ   | FUJ 7 | BHR 3 |        | 9°  | 51    | 9° | 51    |
| 2023 | LMGTE Am | Aston Martin Vantage AMR         | Daniel Mancinelli | SEB     | POR     | SPA 7  | LMS 6   | MNZ   | FUJ 7 | BHR 3 |        | 9°  | 51    | 9° | 51    |
| 2023 | LMGTE Am | Aston Martin Vantage AMR         | Ian James         | SEB     | POR     | SPA 7  | LMS 6   | MNZ   | FUJ 7 | BHR 3 |        | 9°  | 51    | 9° | 51    |
| 2024 | LMGT3    | Aston Martin Vantage AMR GT3 Evo | Alex Riberas      | QAT 2   | ITA 5   | SPA 11 | LMS Rit | SAN 2 | CDA 1 | FUJ 9 | BHR 11 | 5º  | 83    | 5º | 83    |
| 2024 | LMGT3    | Aston Martin Vantage AMR GT3 Evo | Daniel Mancinelli | QAT 2   | ITA 5   | SPA 11 | LMS Rit | SAN 2 | CDA 1 | FUJ 9 | BHR 11 | 5º  | 83    | 5º | 83    |
| 2024 | LMGT3    | Aston Martin Vantage AMR GT3 Evo | Ian James         | QAT 2   | ITA 5   | SPA 11 | LMS Rit | SAN 2 | CDA 1 | FUJ 9 | BHR 11 | 5º  | 83    | 5º | 83    |
| 2025 | Hypercar | Aston Martin Valkyrie            | Harry Tincknell   | QAT Rit | ITA 18  | SPA 13 | LMS     | SAN   | CDA   | FUJ   | BHR    | 22º | 0     | 8º | 0     |
| 2025 | Hypercar | Aston Martin Valkyrie            | Tom Gamble        | QAT Rit | ITA 18  | SPA 13 | LMS     | SAN   | CDA   | FUJ   | BHR    | 22º | 0     | 8º | 0     |
| 2025 | Hypercar | Aston Martin Valkyrie            | Ross Gunn         | QAT Rit | ITA     | SPA    | LMS     | SAN   | CDA   | FUJ   | BHR    | 26º | 0     | 8º | 0     |
| 2025 | Hypercar | Aston Martin Valkyrie            | Marco Sørensen    | QAT 17  | ITA 17  | SPA 14 | LMS     | SAN   | CDA   | FUJ   | BHR    | 24º | 0     | 8º | 0     |
| 2025 | Hypercar | Aston Martin Valkyrie            | Alex Riberas      | QAT 17  | ITA 17  | SPA 14 | LMS     | SAN   | CDA   | FUJ   | BHR    | 24º | 0     | 8º | 0     |
| 2025 | Hypercar | Aston Martin Valkyrie            | Roman De Angelis  | QAT 17  | ITA     | SPA    | LMS     | SAN   | CDA   | FUJ   | BHR    | 25º | 0     | 8º | 0     |
| 2025 | LMGT3    | Aston Martin Vantage AMR GT3 Evo | Mattia Drudi      | QAT 6   | ITA Rit | SPA 5  | LMS     | SAN   | CDA   | FUJ   | BHR    | 8º  | 22    | 8º | 22    |
| 2025 | LMGT3    | Aston Martin Vantage AMR GT3 Evo | Zacharie Robichon | QAT 6   | ITA Rit | SPA 5  | LMS     | SAN   | CDA   | FUJ   | BHR    | 8º  | 22    | 8º | 22    |
| 2025 | LMGT3    | Aston Martin Vantage AMR GT3 Evo | Ian James         | QAT 6   | ITA Rit | SPA 5  | LMS     | SAN   | CDA   | FUJ   | BHR    | 8º  | 22    | 8º | 22    |